# Basra (pel·lícula de 2008)
Basra (àrab: بصرة, Baṣra, ‘Bàssora’) és una pel·lícula egípcia de l'any 2008 escrita i dirigida per Ahmed Rashwan.

## Sinopsi
Poc abans de l'atac dels Estats Units i del Regne Unit contra l'Iraq el 17 de març de 2003, un fotògraf egipci d'uns trenta anys intenta superar la desil·lusió i la por cercant respostes a preguntes existencials enmig del món absurd que l'envolta.

## Repartiment
- Bassem Samra
- Yara Goubran
- Eyad Nassar
- Nahed El Sebai
- Christine Solomon

## Premis
- XXIX edició de la Mostra de València - Premi a la millor fotografia.[3]
- 32è Festival Internacional de Cinema del Caire - Premi al millor guió àrab.[4]